# Абу аль-Баян ібн аль-Мудаввар
Абу аль-Баян ібн аль-Мудаввар (іноді його називають просто ібн аль-Мудаввар або, помилково, Мудаввар) (1101–1184) - єврей- караїм, який проживав у Каїрі у ХІІ століттв. Він служив в якості придворного лікаря останніх єгипетських халіфів династії Фатімідів і пізніше Салах ед Діна. Він вийшов на спочинок, коли мав шістдесят три роки. На його колишній посаді його замінив, серед інших, Маймонід.
Протягом двадцяти років своєї пенсії його будинок був переповнений учнями; але він відмовлявся бачити пацієнтів удома, якщо вони не були його друзями. Одного разу його прислав емір Ізз ад-Дін абу-л-'Асакір Султан ібн 'Ізз ад-Даула ібн Мункідх (дядько історика Усами Ібн Мункідх), який, прибувши до Єгипту, захворів; ібн аль-Мудаввар відмовився їхати, доки про це не попросив Аль-Каді аль-Фаділ, приватний секретар Салах ед Діна.
За словами ібн Абі Усайбії, ібн аль-Мудаввар залишив роботи з медицини, але вони не збереглися.

## Ресурси
- Kohler, Kaufmann and M. Seligsohn. "Mudawwar, Abu al-Bayan ibn al-". [Архівовано 5 вересня 2011 у Wayback Machine.] Jewish Encyclopedia. Funk and Wagnalls, 1901–1906; which gives the following bibliography:
  - Ibn Abi Uṣaibi'a, Kitab 'Uyun al-Anba fi Tabaḳat al-Aṭibba, ed. Aug. Müller. ii. 115, Königsberg, 1884;
  - Eliakim Carmoly, in Revue Orientale, i. 404.